# Olympique de Paris
El Olympique de Paris fue un equipo de fútbol de Francia.

## Historia
Fue fundado en el año 1908 en la ciudad de Pantin, Francia por la fusión de los equipos SA Pantin y ES Parisienne como participantes de la segunda división de la USFSA ocupando el lugar del SA Pantin. El Olympique jugó durante tres temporadas en la segunda división entre 1908 y 1911 pero no logró subir en la primera división. Aunque no forma parte de la élite deportiva parisina, el club estaba a la vanguardia del fútbol gracias a la división en 1910 por cinco clubes de la región parisina que partieron de la USFSA para formar la Asociación de Fútbol de la Ligue de la LFA, la primera federación francesa totalmente dedicada al fútbol. La LFA estaba compuesta en su mayoría por clubes de segunda división y fue un gran éxito desde su creación al punto que muchos clubes decepcionados con la gestión del fútbol en su federación se unieron. Los Juegos Olímpicos siguieron su ejemplo, dejando la USAFSA al final de la temporada 1910-11 para unirse a la LFA, una membresía avalada en la asamblea general el 10 de junio de 1911. Veinticinco clubes estaban afiliados para la temporada de 1911, y 12, divididos en dos grupos de ocho y diecisiete clubes. Los Juegos Olímpicos fueron impulsados directamente a la primera serie de un campeonato como la USAFSA.
El Olympique participó en la primera división del Campeonato de la Liga de Fútbol de la Asociación entre las temporadas 1911-1919 y 1913-1914. Su primer partido fue el 5 de noviembre y terminó con una victoria por 7-0 contra la XIII Etoile Sportive. El Olympique no era un equipo protagonista en este campeonato ni en el terreno de juego ni fuera. El predominio estuvo reservado para los equipos Red Star FC y el CA París, dos de los principales clubes fundadores de la LFA que regularmente estaban en lo más alto del campeonato y cuyos miembros ocupan los puestos de los líderes más importantes dentro de la Liga.
Logró clasificar a la primera edición de la Copa de Francia, donde el club fue el campeón venciendo en la final al FC Lyon y es considerada por la prensa como un "campeonato de guerra de Francia", con los Juegos Olímpicos siendo galardonados con el título no oficial de "Campeón de Francia".
Tras su éxito en la Copa de Francia el destino del Olympique está ligado al del estadio Bergeyre. Esta era propiedad del Sporting Club de Vaugirard, un importante club parisino que era más conocido por su sección de rugby. Gracias al patrocinio de su presidente Gaston Sigrand, que era jefe de una gran cadena de tiendas de ropa, el estadio fue construido entre 1914 y 1918 en un montículo junto al parque Buttes-Chaumont en el edistrito 19 de París. La inauguración tuvo lugar el 18 de agosto de 1918. Al mismo tiempo el Olympique absorbió al SC Vaugirard y se trasladó al Estadio Bergeyre. Esta fusión permitió transformar al club en un gran club deportivo junto con el Racing Club de Francia o el Stade Francais. El Olympique también adopta los colores del Sporting Club de Vaugirard.
El Olympique volvió a llegar a la final de la Copa de Francia en la edición de 1918-1919, la cual fue la última Copa organizada por el Comité Interfederal francés antes de que la nueva Federación Francesa de Fútbol Asociación (FFFA) tomara el control, partido en el que los olímpicos enfrentaron al Athletic Club de la Sociedad General, el club más exitoso en durante la guerra. El Olympique, que jugó con varios suplentes, perdió ante los banqueros por tres goles a dos en los últimos minutos del tiempo extra.
Durante la temporada de 1920-1921surgió un gran rivalidad: el Olympique y el Red Star FC, el vigente campeón con sede en Saint-Ouen, al norte de París, por lo que entraba en competencia geográfica directa con el club en la atracción de aficionados. La rivalidad de los dos clubes era tal que en el año 1921 la selección francesa está compuesta principalmente por más de la mitad de los jugadores de los dos clubes. En el Campeonato de París por las cuestiones deportivas y financieras eran cada vez más importantes. La prensa no dudó en describir la competición como "campeonato profesional de París", mientras que este último oficialmente permanecía bajo condición de aficionados. El Olympique se llevó el título de Campeón de París de 1921, el entonces considerado como el verdadero "campeonato francés" a falta de otra competición nacional. Los dos clubes llegaron a la final en la edición 1920-21. El evento del partido fue el regreso del popular Pierre Chayrigués, el gran guardameta del Red Star, que se había lesionado en agosto de 1919 en los Juegos Interailiados y había estado ausente desde entonces. Gracias a las numerosas paradas de Chayrigués, incluyendo un penalti detenido, el Red Star ganó este juego catalogado como "hermoso, conmovedor y agonizante" e impidió que el Olympique lograra el doblete.. L'Auto tituló "Cheyrigués ganó la Copa de Francia".
Como el mantenimiento del Estadio Bergeyre le costaba mucho dinero al Olympique debido a que el terreno donde estaba construido, que seguía siendo débil, requería un trabajo de consolidación constante y costoso que el club ya no podía financiar. Ya en 1924, se discutió su liquidación, al mismo tiempo que los preparativos para que el Red Star comprara al Olímpico. En medio de la crisis de vivienda en París causada por la rareza de la parcela de construcción, la familia de Gaston Sigrand, propietarios del estadio, vendieron sus terrenos en 1926 al inmobiliario Charles Pélissier, que decidió demoler el estadio para levantar viviendas, así como nuevas calles.
El Red Star FC anunció el 28 de abril de 1926 su fusión, que había estado preparada por dos años junto con el estadio. En la fusión el Red Star tomó sus colores (el verde, inicialmente los del SC Vaugirard), su nombre (el Red Star se convirtió en Olimpique Red) y algunos de sus jugadores como Paul Baron, Louis Darques, Marcel Vignoli y Georges Stuttler. Además, la última temporada del Olympique es más deportiva. El club terminó octavo y último en el Campeonato de París de la División de Honor, un lugar que habría sido sinónimo de descenso.
El último partido del club en el estadio Bergeyre fue el 28 de febrero de 1926. El club derrotó al  Club Français por ocho goles a dos, un resultado considerado como una sorpresa. El último partido oficial del club fue el 18 de abril de 1926 que terminó con una derrota por 0-4 ante el CA Sports Généraux. El Olympique jugó por última vez el 23 de mayo de 1926 en el Bergeyre Stadium, donde fue derrotado en la final de un torneo amistoso por el Le Havre AC.

## Palmarés
- Copa de Francia (1): 1918
- Trofeo de Francia (1): 1916
- Campeonato de París (2): 1921, 1923
- Challenge des Dix (2): 1923, 1924
- Challenge de la Renommée (3): 1915, 1916, 1917
- Copa de París (1): 1923